# بسامد صدا

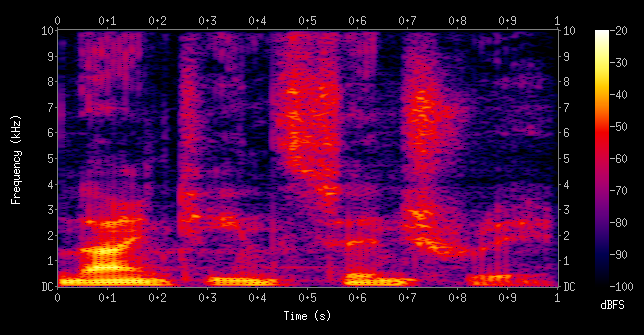
طیف‌نگار دیجیتالی صدای مردانه

بسامد صدا (انگلیسی: Voice frequency) بخشی از مبحث فرکانس‌ها و دامنه صدا است که برای تراگسیل صدا استفاده می‌شود.